# Сірікіт
Сірікіт (тай. สิริกิติ์ กิติยากร) — тайська королева-консорт, мати чинного короля Вачхіралонгкона і друга в історії країни королева-регент (протягом 1956 року, коли король Пуміпон відбував традиційний чернечий послух).

## Життєпис
Народилася в столиці Сіаму, місті Бангкок, в аристократичній родині:
- її прапрадід по матері (англ. Wongsa Dhiraj Snid) і король Рама IV, прадід її чоловіка, були зведеними братами
- дідусь з батьківської сторони (англ. Kitiyakara Voralaksana, син Рами V) доводився дядьком її чоловікові Пуміпону.

Була третьою дитиною у родині з чотирьох.
Батько Сірікіт був дипломатом, тому родина часто переїздила. Майбутня королева з 1946 року жила у Європі, де у тайському посольстві у Парижі познайомилася зі своїм чоловіком. Весілля відбулося на батьківщині 28 квітня 1950 року, за тиждень до коронації Пуміпона. Після інавгурації король повернувся до Швейцарії, де до 1952-го продовжував навчання в університеті.
З 1976 року день народження Сірікіт проголошено національним святом у Таїланді.